# Erica procaviana
Erica procaviana là một loài thực vật có hoa trong họ Thạch nam. Loài này được (E.G.H.Oliv.) E.G.H.Oliv. mô tả khoa học đầu tiên năm 1987.